# Collegio di Lancaster and Wyre
Lancaster and Wyre è un collegio elettorale inglese, situato nel Lancashire, rappresentato alla camera dei Comuni del parlamento del Regno Unito. Elegge un membro del parlamento con il sistema maggioritario a turno unico. Il collegio, dopo essere stato in vigore dal 1997 al 2010, è stato re-istituito nel 2024 con la revisione dei collegi di Westminster, sostituendo Blackpool North and Cleveleys e Lancaster and Fleetwood. L'attuale parlamentare è Cat Smith del Partito Laburista, che rappresenta il collegio dal 2024.

## Estensione
- 1997-2010: i ward della città di Lancaster di Bulk, Castle, Caton, Ellel, John O'Gaunt, Scotforth East e Scotforth West, e i ward del borgo di Wyre di Breck, Brock, Calder, Carleton, Catterall, Duchy, Garstang, Hambleton, Hardhorn, High Cross, Norcross, Pilling, Preesall, Staina, Tithebarn e Wyresdale;
- dal 2024: i ward della città di Lancaster di Bowerham, Bulk, Castle, Ellel, John O'Gaunt, Marsh, Scale Hall, Scotforth East, Scotforth West, Skerton e University, e i ward del borgo di Wyre di Brock with Catterall, Calder, Garstang, Great Eccleston, Hambleton and Stalmine, Pilling, Preesall e Wyresdale.

## Membri del parlamento
| Elezione | Elezione | Deputato          | Partito           |
| -------- | -------- | ----------------- | ----------------- |
|          | 1997     | Hilton Dawson     | Laburista         |
|          | 2005     | Ben Wallace       | Conservatore      |
|          | 2010     | Collegio abolito  | Collegio abolito  |
|          | 2024     | Collegio ricreato | Collegio ricreato |
|          | 2024     | Cat Smith         | Laburista         |

## Risultati elettorali

### Elezioni negli anni 2020
| Partito                    | Partito                                      | Candidato                  | Risultati 4 luglio 2024 | Risultati 4 luglio 2024 |
| Partito                    | Partito                                      | Candidato                  | Voti                    | %                       |
| -------------------------- | -------------------------------------------- | -------------------------- | ----------------------- | ----------------------- |
|                            | Laburista                                    | Cat Smith                  | 19 315                  | 44,91                   |
|                            | Conservatore                                 | Peter Cartridge            | 10 062                  | 23,40                   |
|                            | Reform UK                                    | Nigel Alderson             | 6 866                   | 15,96                   |
|                            | Verde                                        | Jack Lenox                 | 5 236                   | 12,17                   |
|                            | Lib Dem                                      | Matt Severn                | 1 529                   | 3,56                    |
|                            |                                              |                            |                         |                         |
| Iscritti                   | Iscritti                                     | Iscritti                   | 74 760                  | 100,00                  |
| ↳ Votanti (% su iscritti)  | ↳ Votanti (% su iscritti)                    | ↳ Votanti (% su iscritti)  | 43 008                  | 57,53                   |
| ↳ Astenuti (% su iscritti) | ↳ Astenuti (% su iscritti)                   | ↳ Astenuti (% su iscritti) | 31 752                  | 42,47                   |
|                            |                                              |                            |                         |                         |
|                            | Esito: collegio a Laburista (nuovo collegio) |                            |                         |                         |

### Elezioni negli anni 2000
| Partito                    | Partito                                           | Candidato                  | Risultati 5 maggio 2005 | Risultati 5 maggio 2005 |
| Partito                    | Partito                                           | Candidato                  | Voti                    | %                       |
| -------------------------- | ------------------------------------------------- | -------------------------- | ----------------------- | ----------------------- |
|                            | Conservatore                                      | Ben Wallace                | 22 266                  | 42,77                   |
|                            | Laburista                                         | Anne Sacks                 | 18 095                  | 34,76                   |
|                            | Lib Dem                                           | Stuart Langhorn            | 8 453                   | 16,24                   |
|                            | Verde                                             | Jon Barry                  | 2 278                   | 4,38                    |
|                            | UKIP                                              | John Mander                | 969                     | 1,86                    |
|                            |                                                   |                            |                         |                         |
| Iscritti                   | Iscritti                                          | Iscritti                   | 80 714                  | 100,00                  |
| ↳ Votanti (% su iscritti)  | ↳ Votanti (% su iscritti)                         | ↳ Votanti (% su iscritti)  | 52 061                  | 64,50                   |
| ↳ Astenuti (% su iscritti) | ↳ Astenuti (% su iscritti)                        | ↳ Astenuti (% su iscritti) | 28 653                  | 35,50                   |
|                            |                                                   |                            |                         |                         |
|                            | Esito: collegio passa da Laburista a Conservatore |                            |                         |                         |

| Partito                    | Partito                                | Candidato                  | Risultati 7 giugno 2001 | Risultati 7 giugno 2001 |
| Partito                    | Partito                                | Candidato                  | Voti                    | %                       |
| -------------------------- | -------------------------------------- | -------------------------- | ----------------------- | ----------------------- |
|                            | Laburista                              | Hilton Dawson              | 22 556                  | 43,10                   |
|                            | Conservatore                           | Stephen Barclay            | 22 075                  | 42,18                   |
|                            | Lib Dem                                | Elizabeth Scott            | 5 383                   | 10,29                   |
|                            | Verde                                  | John Whitelegg             | 1 575                   | 3,01                    |
|                            | UKIP                                   | John Whittaker             | 741                     | 1,42                    |
|                            |                                        |                            |                         |                         |
| Iscritti                   | Iscritti                               | Iscritti                   | 79 438                  | 100,00                  |
| ↳ Votanti (% su iscritti)  | ↳ Votanti (% su iscritti)              | ↳ Votanti (% su iscritti)  | 52 350                  | 65,90                   |
| ↳ Astenuti (% su iscritti) | ↳ Astenuti (% su iscritti)             | ↳ Astenuti (% su iscritti) | 27 088                  | 34,10                   |
|                            |                                        |                            |                         |                         |
|                            | Esito: collegio confermato a Laburista |                            |                         |                         |